# Station Ruda Nowy Wirek
Station Ruda Nowy Wirek is een spoorwegstation in de Poolse plaats Ruda Śląska.